# Liste der Äbte von Santo Domingo de Silos
Die folgenden Personen waren Äbte der Kloster Santo Domingo de Silos (Spanien):
- Gaudencio (929–943)
- Diego (ca. 950)
- Placencio (954)
- Blas (978–979)
- Gelasio (979)
- Muño (1000–1019)
- Nuño de Gete (1019–1040)
- Heiliger Domingo (1040–1073)
- Fortunio (1073–1100)
- Nuño (1100–1116)
- Juan I. (1116–1143)
- Martin I. (1143–1158)
- Peter (1158–1160)
- Pascual (1160–1186)
- Juan Gutiérrez (1186–?)
- Domingo II. (1213–1229)
- Martin II. (1229–1238)
- Miguel (1238–1242)
- Rodrigo de Guzmán (1242–1276)
- Sancho Pérez de Guzmán (1276–1282)
- Sebastián de Madrigal (1282–1284)
- Juan III. (1284–1298)
- Fernando Ibáñez (1298–1324)
- Juan IV. (1329–1349)
- Fernando (1350–¿?)
- Pedro de Ariola (1351–¿?)
- Juan V. (1366–1401)
- Martin III. (1401–1431)
- Juan VI. (1431–1455)
- Francisco de Torresandino (1455–1480)
- Pedro de Arroyuela (1480–1490)
- Pedro de Cardeña (1490–1502)
- Francisco González de Curiel (1502–1507)
- Luis de Soto (1507–1510)
- Luis Méndez (1510–1512)
- Martín de Salamanca (15..–1529)
- Manzanos (1530)
- Andrés de Cortázar (1531–1546)
- Bartolomé de Santo Domingo (1546–1553) (1. Mal)
- Gregorio de Santo Domingo (1553–1556) (1. Mal)
- Bartolomé de Santo Domingo (1556–1559) (2. Mal)
- Gregorio de Santo Domingo (1559–1561) (2. Mal)
- José Méndez (1561–1564)
- Diego de Zamora (1565–1568)
- Juan de Bobadilla (1568–1571)
- Jerónimo de Nebreda (1572–1578)
- Alonso de Figueroa (1578–1584)
- Juan de Heredia (1584–1587) (1. Mal)
- Pedro de Guevara (1587–1590)
- Juan de Heredia (1590–1592) (2. Mal)
- Juan de Azpeytia (1592–1595)
- Pedro de la Cueva (1595–1598)
- Alonso de Belorado (1598–1601) (1. Mal)
- Juan de Heredia (1601–1602) (3. Mal)
- Diego de Roa (1602–1604) (1. Mal)
- Alonso de Belorado (1604–1606) (2. Mal)
- Diego de Roa (1606–1607) (2. Mal)
- Rodrigo de Peralta (1607–1610)
- Francisco de Valdivia (1610–1613) (1. Mal)
- Pedro del Monte (1613–1617)
- Benito de la Guerra (1617–1621) (1. Mal)
- Manuel Anglés (1621–1625)
- Francisco de Valdivia (1625–1629) (2. Mal)
- Benito de la Guerra (1629–1631) (2. Mal)
- Placido Fernández (1631–1637) (1. Mal)
- Jerónimo de Nieva (1637)
- Nicolás Meléndez (1637–1641)
- Placido Fernández (1641–1642) (2. Mal)
- Mateo de Rosales (1642–1645)
- Pedro de Liendo (1645–1649)
- Manuel Cortés (1649–1653) (1. Mal)
- Diego del Monte (1653–1657)
- Manuel Cortés (1657–1659) (2. Mal)
- Domingo Gutiérrez del Campo (1659–1665)
- Pedro Ruiz Negrete (1665–1669)
- Bernardo Ordóñez de Vargas (1669–1673) (1. Mal)
- Juan de Villamayor (1673–1677)
- Bernardo Ordóñez de Vargas (1677–1681) (2. Mal)
- Juan de Castro (1681–1685) (1. Mal)
- Melchor de Montoya (1685–1689) (1. Mal)
- Juan de Castro (1689–1693) (2. Mal)
- Juan de Francia (1693–1697)
- Juan de Castro (1697–1701) (3. Mal)
- Isidro de Cabrera (1701–1705)
- Melchor de Montoya (1705–1709) (2. Mal)
- Benito Ramírez de Orozco (1709–1713)
- Juan de Herrera (1713–1720)
- Luis Santos (1720–1722)
- Bernardo de Alegría (1722)
- Sebastián de Vergara (1722–1725)
- Isidoro de Quevedo (1725–1729) (1. Mal)
- Baltasar Díaz (1729–1733) (1. Mal)
- Isidoro Rodríguez (1733–1737) (1. Mal)
- Isidoro de Quevedo (1737–1741) (2. Mal)
- Isidoro Rodríguez (1741–1745) (2. Mal)
- Fulgencio de Ojeda (1745–1749)
- Baltasar Díaz (1749–1753) (2. Mal)
- Domingo de Ibarreta (1753–1757)
- Melchor Izquierdo (1757–1761)
- José de Ceballos (1761–1769) (1. Mal)
- José Almazán (1769–1773)
- Benito Calderón (1773–1777)
- Anselmo Arias Tejeiro (1777–1778)
- Bernardo Gayoso (1778–1781)
- José de Ceballos (1781–1785) (2. Mal)
- Benito Camba (1785–1789)
- Isidoro García (1793–1797) (1. Mal)
- Rodrigo de Arrieta (1797–1798)
- Isidoro García (1798–1801) (2. Mal)
- Plácido Vicente (1801–1805)
- Fernando de Lienzo (1805–1814)
- Domingo Moreno (1814–1817)
- Antonio Calonge (1818–1820)
- Miguel de San Cristóbal (1824–1828)
- Torcuato Carbayeda (1828–1832)
- Rodrigo Echevarria (1832–1835)
- Kloster nicht besetzt (1835–1880)
- Ildefonso Guépin (1880–1918)
- Luciano Serrano (1918–1944)
- Isaac Toribios (1944–1961)
- Pedro Alonso y Alonso (1961–1988)
- Clemente Serna González (1988–2012)
- Lorenzo Maté Sadornil (2012-heute)